# Lipotriches umbiloensis
Lipotriches umbiloensis är en biart som först beskrevs av Cockerell 1916.  Lipotriches umbiloensis ingår i släktet Lipotriches och familjen vägbin. Inga underarter finns listade i Catalogue of Life.